# ジュリー・テイモア
ジュリー・テイモア（英: Julie Taymor 1952年12月15日 - ）は、アメリカ合衆国マサチューセッツ州出身の舞台演出家、映画監督、脚本家。1997年公開のミュージカル版『ライオンキング』で演出作家としてデビューし、トニー賞最優秀監督賞のほか衣装デザイン賞を贈られる。

## 略歴
米国マサチューセッツ州にて、政治学の大学教授であった母と産婦人科医の父の間に生まれる。
幼いときから演劇に魅了され、色々な劇団に携わる。15歳時には、両親の薦めで海外生活体験プログラムに参加、スリランカ、インドに滞在した。パリでは、ジャック・ルコック国際演劇学校（École Internationale de théâtre Jacques Lecoq）（英語）でパントマイムを学んだ。
帰国後、オバーリン大学に入学。神話学を学びながらジョセフ・チャイキン主催オープンシアター（英語）に参加。また、在学中の1973年夏には、シアトルで行われた東洋文化のワークショップで、インドネシアの仮面舞踊演劇トペン（英語）や、人形劇ワヤンについて学んだ。
1974年の卒業後、ワトソン奨学金を得て日本では文楽を学び、インドネシアでは仮面舞踊のグループを立ち上げた。
ブロードウェイ・ミュージカルの『ライオン・キング』の演出で女性監督初のトニー賞を、シェイクスピア劇場カンパニー （英語）から同じくウィリアム・シェイクスピア古典演劇賞を受賞した（通称Will Award）。映画『フリーダ』でメキシコの画家フリーダ・カーロを描きアカデミー賞最優秀オリジナル曲賞（「Burn It Blue」作曲）以下5部門の候補に残った。映画『Across the Universe』は著作権者のオノ・ヨーコとポール・マッカートニーの承認を受けている。若手の舞台演出家を対象に、2016年に助成制度「テイモア世界演劇フェローシップ」Taymor World Theater Fellowship を創設した。これはアフリカ、中南米、アジア、中東の希望地を訪れて演劇の現場を取材し、帰国後、アメリカの演劇界交流につくす人材を選ぶ制度で、旅費滞在費に当てる助成金3万アメリカドルを支給して新しい体験と実験の機会を提供する。
2022年には第35回東京国際映画祭のコンペティション部門審査委員長に就任した。

## 主な監督作品
- フールズ・ファイア（英語） Fool's Fire (1992年)
- タイタス Titus (1999年)
- フリーダ Frida (2002年)
- アクロス・ザ・ユニバース Across the Universe (2007年)
- テンペスト The Tempest (2010)
- グロリアス 世界を動かした女たち The Glorias (2020)

## 舞台作品
- Juan Darien (1996)
- ライオン・キング (1997)
- The Green Bird (2000)
- The Magic Flute (2005)
- Spider-Man: Turn Off the Dark (2010)